# Didier Monczuk
Didier Monczuk, né le 18 février 1961 à Aulnay-sous-Bois, est un joueur de football professionnel français.
Redoutable finisseur, Didier Monczuk a été un des buteurs les plus redoutés de l'Hexagone dans les années 80. Particulièrement en Division 2 dont il termine meilleur buteur à trois reprises entre 1990 et 1992.
Il raccroche les crampons à 37 ans après une dernière aventure à Mulhouse, en Division 3.

## Carrière
Cet attaquant droitier mesurant 1,80 m commence sa carrière au SCO Angers, d'abord en équipe réserve à partir de 1978, puis en équipe première avec laquelle il dispute son premier match professionnel, en première division, le 2 avril 1980 face au RC Lens (2-1). Il ne joue cependant que très peu et signe en 1981 au FC Rouen, en deuxième division.
Après une première saison réussie qui s'achève sur une promotion en D1, il connaît deux années plus difficiles entre équipe première dans l'élite et équipe réserve en Division 3. L'entraîneur Robert Vicot lui préfère alors Jean-François Beltramini. Sa quatrième saison lui permet de jouer plus, mais elle s'achève sur la relégation du club normand. Monczuk tente alors de signer dans un club de première division mais n'y parvient pas.
Il repart alors en D2, au FC Istres (où il marque 10 buts), à l'Olympique d'Alès (14 buts) où il rejoint l'ancien entraîneur rouennais Léonce Lavagne. Les Sudistes réalisent un beau parcours en Coupe de France, éliminés de peu en demi-finale par les Girondins de Bordeaux. Monczuk inscrit 6 buts lors de cette compétition.
Il part alors au Quimper CFC, où il réalise une saison remarquable sous la direction de Georges Peyroche: 20 buts en 30 matchs de championnat et 14 buts en 8 matchs de coupe de France (Quimper est éliminé par le futur vainqueur de l'épreuve, le FC Metz, en quart de finale de la compétition). Il enchaîne les exploits sous le maillot noir et blanc. Il inscrit notamment 4 buts au Moustoir lors de la victoire 4-1 face au FC Lorient puis la bagatelle de 5 buts lors de la victoire 7-0 face à l'En Avant Guingamp à Penvillers. À noter que c'est par erreur que seulement 9 buts lui sont régulièrement 
attribués en Coupe de France pour l'édition 87/88. En réalité, il en inscrit 14 : 1 face à Granville (7e tour), 3 contre La Chaume (8e tour), 2 contre le Stade Rennais (32e), 4 contre Cholet (16e), 3 contre La Roche sur Yon (8e), 1 contre le FC Metz (1/4 de finale).
Cette dernière saison lui permet d'être repéré par l'AJ Auxerre, où il signe en 1988 pour pallier le départ d'Éric Cantona. L'indemnité de transfert s'élève à 900.000 FF. Malgré une saison pleine (37 matchs de championnat, 10 buts), qui lui permet d'être sélectionné en équipe de France A' contre la Yougoslavie, cette aventure se termine rapidement. En conflit avec Guy Roux, qui ne le laisse pas respirer en dehors du terrain (compteur de son véhicule régulièrement contrôlé) il quitte la Bourgogne mais ne trouve pas de club d'élite lui proposant un projet séduisant, malgré les propositions du Toulouse FC et du Havre AC.
Finalement, il fait le bon choix et signe au RC Strasbourg, club ambitieux de deuxième division, où il remplace Peter Reichert. Pendant trois saisons, il mène l'attaque alsacienne avec réussite : auteur de 82 buts toutes compétitions confondues, il est le meilleur buteur du championnat trois fois de suite. L'équipe accède chaque année aux barrages de promotion, mais s'y inclinent en 1990 et 1991. La troisième tentative est la bonne, grâce à une dernière victoire sur le Stade rennais. L'arrivée de l'entraîneur alsacien Gilbert Gress pousse Monczuk, qui ne rentre pas dans ses plans, à quitter son club.
En 1992, il signe au Nîmes Olympique. La première saison est difficile, l'ambiance dans le groupe est détestable et le club est relégué en deuxième saison en fin d'année. De retour en deuxième division, il quitte Nîmes après quelques semaines. En contact avec le CS Sedan Ardennes, il signe finalement une pige en troisième division allemande, au SV Linx (en), tout près de la frontière alsacienne, puis revient en France en National 1 (ex-D3) dès le mois de janvier 1994, d'abord au Stade brestois, puis à Saint-Brieuc qui obtient sa promotion en D2. Son contrat n'est pas prolongé malgré ses 15 buts. Il retourne alors une saison au SCO Angers, tombé en National, puis part à l'USL Dunkerque, en CFA (D4), où à 37 ans il continue à marquer. Il signe alors une dernière pige au FC Mulhouse avant de tirer un trait sur sa carrière professionnelle.
Ne souhaitant devenir entraîneur, sa reconversion est un peu difficile. En 2006, il est commercial pour l'éditeur Saison Passion.

## Parcours
Monczuk a disputé finalement 117 matches en Division 1, pour 25 buts, mais a surtout réalisé l'essentiel de sa carrière en Division 2. Il en est le meilleur buteur trois saisons d'affilée sous le maillot strasbourgeois (26 buts en 1989-1990, 23 buts en 1990-1991, 21 buts en 1991-1992).
- 1979-1981 : SCO Angers
- 1981-1985 : FC Rouen
- 1985-1986 : FC Istres
- 1986-1987 : Olympique d'Alès
- 1987-1988 : Stade Quimpérois
- 1988-1989 : AJ Auxerre
- 1989-1992 : RC Strasbourg
- 1992-1994 : Nîmes Olympique
- 1993-1994 : SV Linx (en) (Division 3 allemande)
- 1994-1995 : Stade brestois (National)
- 1995-1996 : Saint-Brieuc (National)
- 1996-1997 : SCO Angers (National)
- 1997-1998 : USL Dunkerque (CFA)
- 1998-1999 : FC Mulhouse (National)

## Palmarès

### En club
- Champion de France de National en 1996 avec Saint-Brieuc
- Demi-finaliste de la Coupe de France en 1987 avec l'Olympique d'Alès et en 1989 avec l'AJ Auxerre

### EnÉquipe de France A'
- 1 sélection en 1988 contre la Yougoslavie B.

### Distinctions individuelles
- Élu meilleur joueur de Division 2 en 1990
- Meilleur buteur du Championnat de France de Division 2 en 1990 (26 buts), en 1991 (23 buts) et en 1992 (23 buts) avec le RC Strasbourg
- Meilleur buteur de la Coupe de France en 1988  avec le Stade Quimpérois (9 buts)